# Pimelea latifolia
Pimelea latifolia är en tibastväxtart. Pimelea latifolia ingår i släktet Pimelea och familjen tibastväxter.

## Underarter
Arten delas in i följande underarter:
- P. l. altior
- P. l. elliptifolia
- P. l. hirsuta
- P. l. latifolia
- P. l. parvifolia